# John Joseph Graham
Pour les articles homonymes, voir John Graham.
 (juin 2018).
Si vous disposez d'ouvrages ou d'articles de référence ou si vous connaissez des sites web de qualité traitant du thème abordé ici, merci de compléter l'article en donnant les références utiles à sa vérifiabilité et en les liant à la section « Notes et références ».
John-Joseph Graham, né le 11 septembre 1913 à Philadelphie et mort le 4 août 2000 à Darby, est un prélat américain de l'Église catholique aux États-Unis. 
Il a servi comme évêque auxiliaire de l'archidiocèse de Philadelphie de 1964 à 1988.

## Biographie

### Enfance et éducation
John Graham est né à Philadelphie, l'un des sept enfants de James et Margaret Graham. Ses parents étaient des immigrants irlandais du comté d'Antrim. Il a étudié à l'école paroissiale de l'église Saint-Michel, dans sa ville natale. Il a ensuite étudié à l'école préparatoire Saint-Joseph, également à Philadelphie.
Graham a commencé ses études afin de devenir prêtre au séminaire Saint-Charles-Borromée d'Overbrook (Philadelphie). Il a poursuivi ses études à l'Université pontificale du Latran à Rome, où il a obtenu un doctorat en théologie.

### Prêtrise
Le 26 février 1938, Graham fut ordonné prêtre par Mgr Luigi Traglia au séminaire pontifical romain de Rome. Après son retour en Pennsylvanie, il a servi comme vicaire au sein de l'église Saint-Luc-l'Évangéliste de Glenside, de 1939 à 1940. Il a ensuite enseigné à la Roman Catholic High School for Boys de Philadelphie, pendant cinq ans, avant d'être nommé vicaire à l'église Saint-Georges de Glenolden (1945-1946).
De 1946 à 1959, Graham était surintendant adjoint des écoles de l'archidiocèse de Philadelphie. Il a servi en tant que surintendant à l'éducation spéciale dans cet archidiocèse de 1959 à 1967. Au cours de ces huit années de service, il a développé de nombreuses méthodes d'enseignement à destination des enfants en difficulté. Il fut ensuite nommé prélat domestique par le pape Jean XXIII en septembre 1959. En plus de son rôle à titre de surintendant, il a servi en tant qu'administrateur et, plus tard, de curé de la paroisse des Saints-Anges de Philadelphie, de 1960 à 1964.

### Épiscopat
Le 25 novembre 1963, John Joseph Graham a été nommé évêque auxiliaire de Philadelphie et évêque titulaire de Sabrata (de) par le pape Paul VI. Il a reçu sa consécration épiscopale le 7 janvier 1964 par l'archevêque de Philadelphie, Mgr Krol, avec les évêques George L. Sangsue et Gerald Vincent McDevitt comme co-consécrateurs, à la basilique-cathédrale Saints-Pierre-et-Paul de Philadelphie. En tant qu'auxiliaire de l'évêque, il a servi  également en tant que curé de l'église Sainte-Hélène du quartier d'Olney de Philadelphie, de 1964 à 1990.
Mgr Graham a assisté aux deux dernières sessions du Concile Vatican II, entre 1964 et 1965. Il a également servi en tant que directeur des organisations de charité catholiques de l'archidiocèse (1964-1976), membre dirigent de la Commission des relations humaines (1964-1982), membre du Collège des consultants de l'archidiocèse (1964-1999) et membre du Conseil presbytéral de l'archidiocèse (1984-1999). Il fut un partisan actif de l'œcuménisme et du dialogue interreligieux.

### Maturité et décès
Après avoir atteint l'âge de la retraite obligatoire à 75 ans, John Joseph Graham a démissionné de son poste d'évêque auxiliaire, le 8 novembre 1988. Il est mort au centre médical de Darby le 4 août 2000, à l'âge de 86 ans.